# 香林寺 (小田原市)

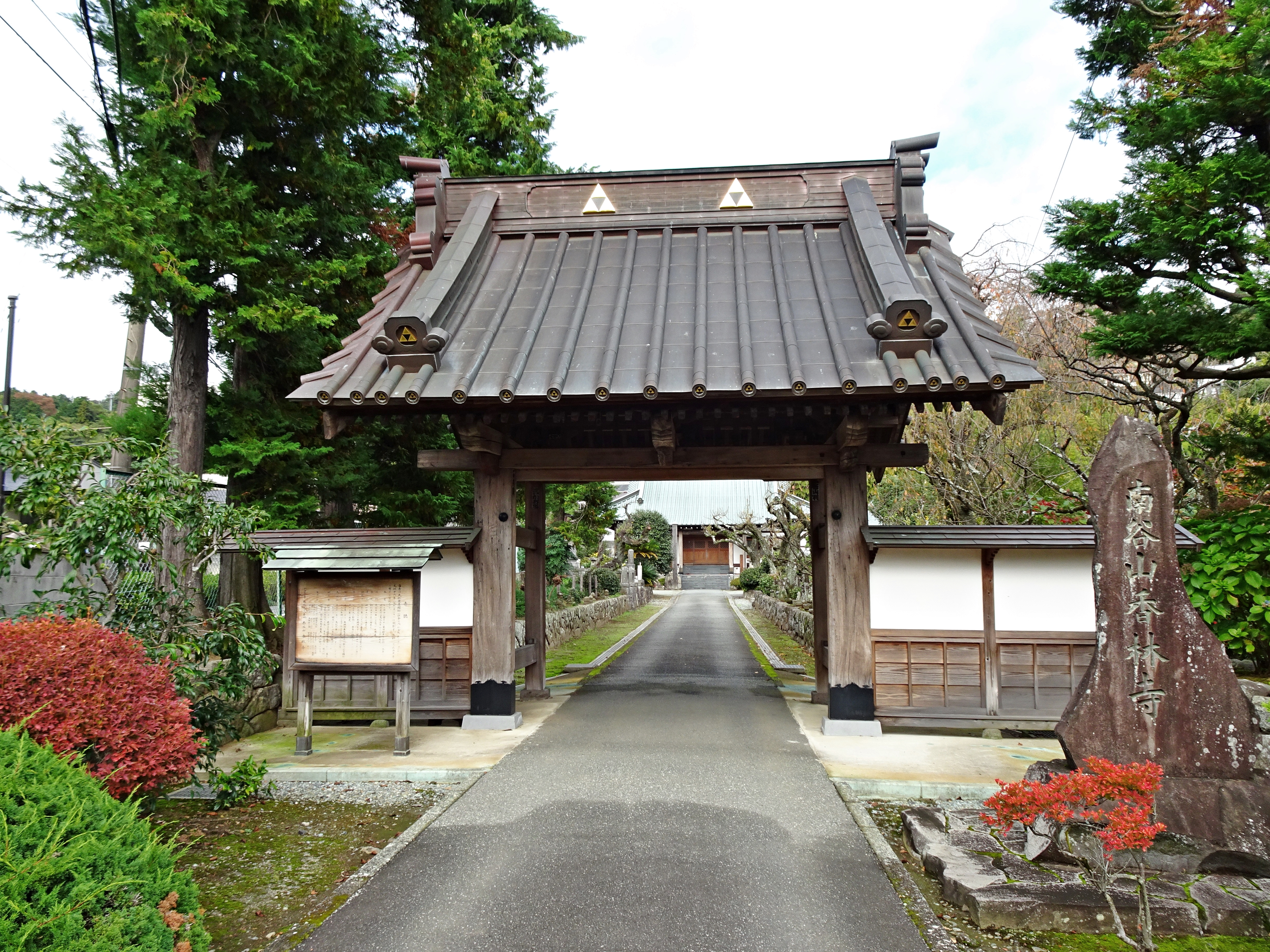
香林寺山門

香林寺（こうりんじ）は、神奈川県小田原市板橋にある曹洞宗の寺院。山号は南谷山。本尊は釈迦如来。

## 歴史
北条氏綱の妻である養珠院殿が開基とするが、室町時代創建とする説がある。早川の海蔵寺、久野の総世寺と並んで「小田原三寺」と称された。
ところが、香林寺に伝える養珠院殿の命日は「天文7年3月1日」とされている。しかし、養珠院殿が亡くなったのは大永7年7月17日が通説となっている。このため、開基について北条一門の他の誰かと誤って伝えられている可能性がある。黒田基樹は北条綱成の母で法名がよく似ている養勝院殿が正しい開基とする説を唱えている。
後北条氏歴代当主からの庇護を受けた他、同氏の家臣である朝倉氏（朝倉政元参照）が何度も寄進している。江戸時代に入っても、大久保氏・稲葉氏などの歴代小田原藩主によって保護されていた。